# Hohenbergia stellata
Hohenbergia stellata es una especie de planta fanerógama perteneciente a la familia de las bromeliáceas. Es originaria de Trinidad y Tobago, Martinica, Antillas Neerlandesas, Venezuela, y norte de Brasil (Alagoas, Bahia, Piauí etc.).

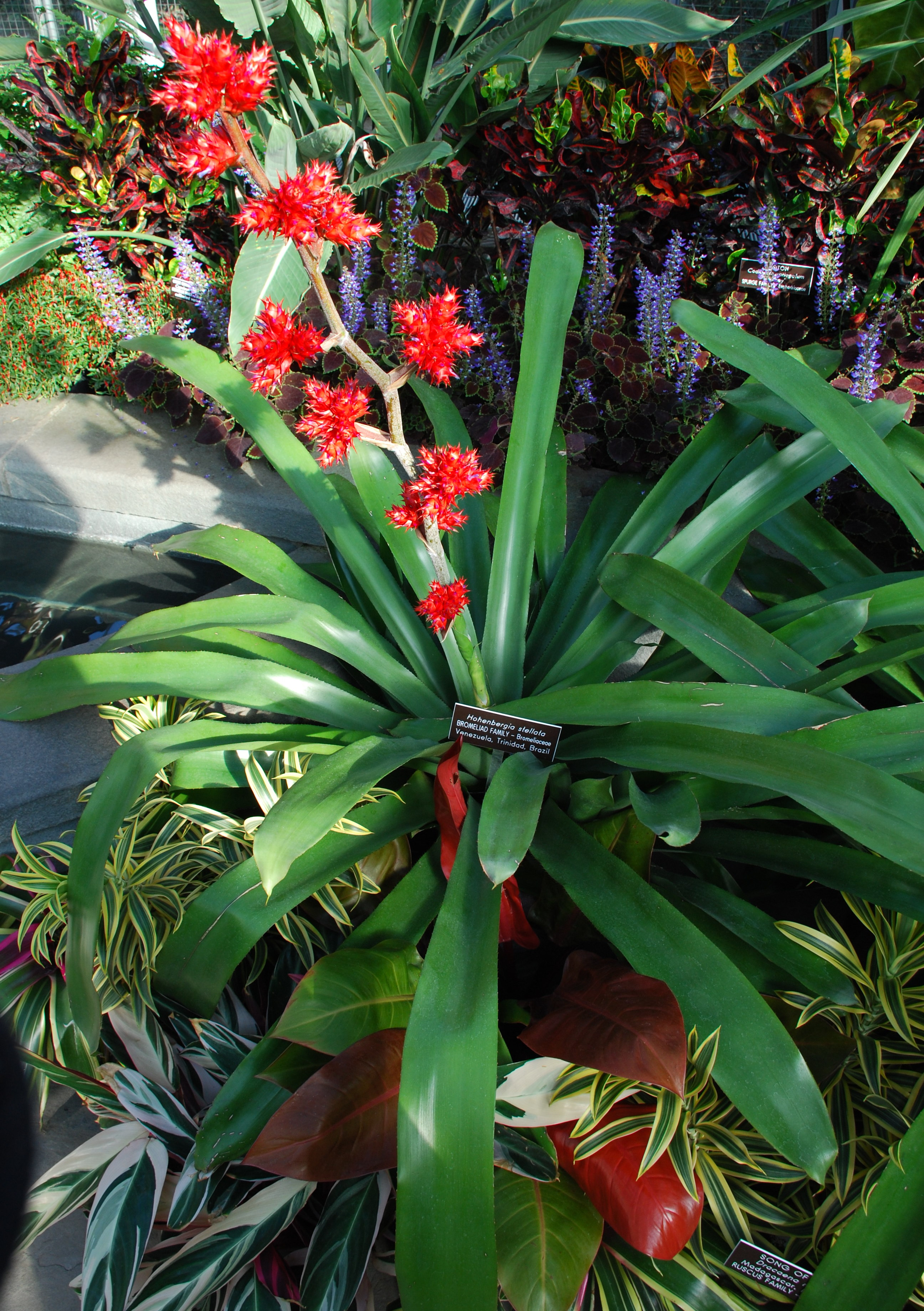
Vista de la planta

## Descripción
Hohenbergia stellata exhibe espinas afiladas en su inflorescencia. Las flores son de color rojo púrpura y están presentes a lo largo del fuerte tallo de la planta, que crece hasta 100 cm de altura. En Brasil esta planta forma un microhábitat para la tarántula Pachistopelma bromelicola.

## Taxonomía
Hohenbergia stellata fue descrita por Schult. & Schult.f. y publicado en Systema Vegetabilium 7(2): 1251. 1830.
Etimología
Hohenbergia: nombre genérico otorgado en honor del Príncipe de Württemburg, patrono de los botánicos, conocido como Hohenberg.
stellata: epíteto latíno que significa "estrellada"
Sinonimia
- Hohenbergia erythrostachya Brongn.
- Pironneava roseocoerulea K.Koch
- Pironneava morreniana Regel
- Aechmea glomerata var. pallida Baker
- Aechmea longisepala Baker
- Aechmea oligosphaera Baker
- Hohenbergia oligosphaera (Baker) Mez[10]